# Pórfido cuprífero
Se denomina pórfido cuprífero o pórfido de cobre y molibdeno a un tipo de mineralización de origen magmático e hidrotermal. Los pórfidos cupríferos constituyen la principal fuente de extracción tanto de cobre como de molibdeno. Se pueden subdividir en dos grupos: los yacimientos donde prima el molibdeno y aquellos donde prima el cobre, también conocidos como Mo-(Cu) y Cu-(Mo), respectivamente. El nombre pórfido refiere a su típica pero no necesaria asociación a rocas de textura porfirítica, específicamente de grandes feldespatos en una matriz fina.
En la clasificación de Seedorff y Pirajno los pórfidos cupríferos son uno de cinco tipos de pórfidos siendo los otros pórfido de molibdeno, pórfido de oro, pórfido de tungsteno y pórfido de estaño.

## Formación

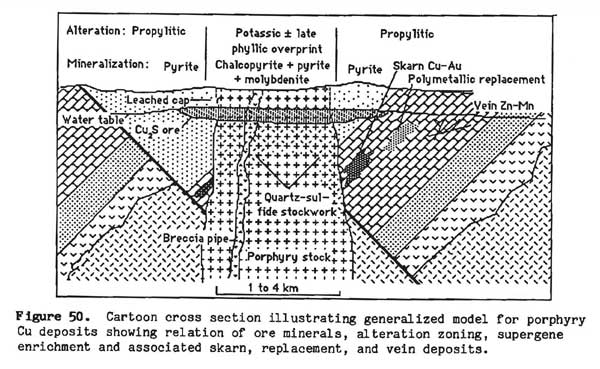
Perfil típico de un pórfido cuprífero.

Los depósitos Cu-(Mo) se originan cuando magma pobre en agua se acerca a la superficie de la corteza terrestre sin grados mayores de cristalización. Este cuerpo de magma puede formar diques de textura de pórfido y composición de granodiorita o riodacita. Estos diques pueden alcanzar la superficie formando volcanes. Al hallarse cerca de la superficie, el cuerpo de magma se satura en agua magmática en las fases iniciales de la cristalización. El agua magmática exsuelta tiene aniones de cloro (Cl-), lo que provoca la extracción de cobre del magma al agua magmática. Es esta agua la que luego deposita el cobre. 
Se piensa que los depósitos tipo Mo-(Cu), más ricos en molibdeno, originarían a partir de magma similar a la de Cu-(Mo) pero más rico en agua. Este magma se estancaría a niveles más profundos que el que da origen a depósitos Cu-(Mo) y requeriría una mayor grado de cristalización fraccionada para saturarse en agua. Una vez que se satura en agua el molibdeno se concentra en ella. El cobre en cambio no se concentra tanto en el agua ya parte del cobre ya ha sido aislado del sistema en cristales por la cristalización fraccionada.

## Yacimientos
Estos depósitos se distribuyen principalmente a lo largo del Cinturón de Fuego del Pacífico, aunque también existen en Australia, China, Irán, Kazajistán, la península balcánica, Rusia, Namibia y Zambia.
En Perú se encuentran grandes depósitos en los departamentos de Cajamarca, al norte, y Apurímac, Cusco, Arequipa, Moquegua y Tacna, al sur.
En el norte de Chile, los principales yacimientos de cobre son pórfidos cupríferos formados en cinco episodios en el intervalo entre el Cretácico y el Plioceno. Los principales depósitos de pórfidos cupríferos del norte de Chile —Chuquicamata, Collahuasi, El Abra, El Salvador, La Escondida y Potrerillos— están todos emplazados sobre la falla Domeyko.
En Argentina, en la provincia de Catamarca, se encuentran yacimientos de cobre y oro (tipo pórfidos cupríferos).